# Robert Howlett
Robert Howlett (3. července 1831 v Theberton, Suffolk - 2. prosince 1858, Bedford Place 10, Campden Hill, Kensington, Londýn ), byl průkopnický britský fotograf, jehož fotografie jsou široce vystavovány ve velkých galeriích. Howlett vytvořil portréty hrdinů krymské války žánrové scény a krajiny. Jeho fotografie zahrnují ikonický obraz Isambarda Kingdoma Brunela, který byl součástí zakázky Illustrated Times dokumentující stavbu největšího parníku na světě SS Great Eastern.
Vystavoval na London Photographic Society a vydal publikaci On the Various Methods of Printing Photographic Pictures upon Paper, with Suggestions for Their Preservation (O různých metodách tisku fotografických obrázků na papír s návrhy na jejich uchování). Spolupracoval s Josephem Cundallem v The Photographic Institution na New Bond Street v Londýně.
Howlett vytvořil fotografické studie pro umělce Williama Powella Fritha, aby mu pomohl s jeho obrovským moderním panoramatickým obrazem The Derby Day (1856–1858; Tate, Londýn), který byl vystaven na Královské akademii umění v roce 1858.
Howlett byl pověřen královnou Viktorií a princem Albertem, aby vyfotografoval fresky v novém salonu v Buckinghamském paláci, pořídil kopie obrazů Raphaela a vytvořil sérii portrétů s názvem Krymští hrdinové který byl vystaven v roce 1857 na výroční výstavě Photographic Society of London.
Howlett zemřel v roce 1858 ve věku 27 let. Jeho smrt byla zjevně způsobena tyfem (spíše než v důsledku nadměrného vystavení nebezpečným chemikáliím, jak někteří navrhovali v té době, mýtus, který přetrvává dodnes). The Illustrated Times ho chválil jako „jednoho z nejšikovnějších fotografů dneška“.
Výtisky z Howlettových fotografií byly posmrtně publikovány jeho partnery Cundall & Downes pod vlastním jménem a společností London Stereoscopic and Photographic Company.

## Mládí a vzdělání

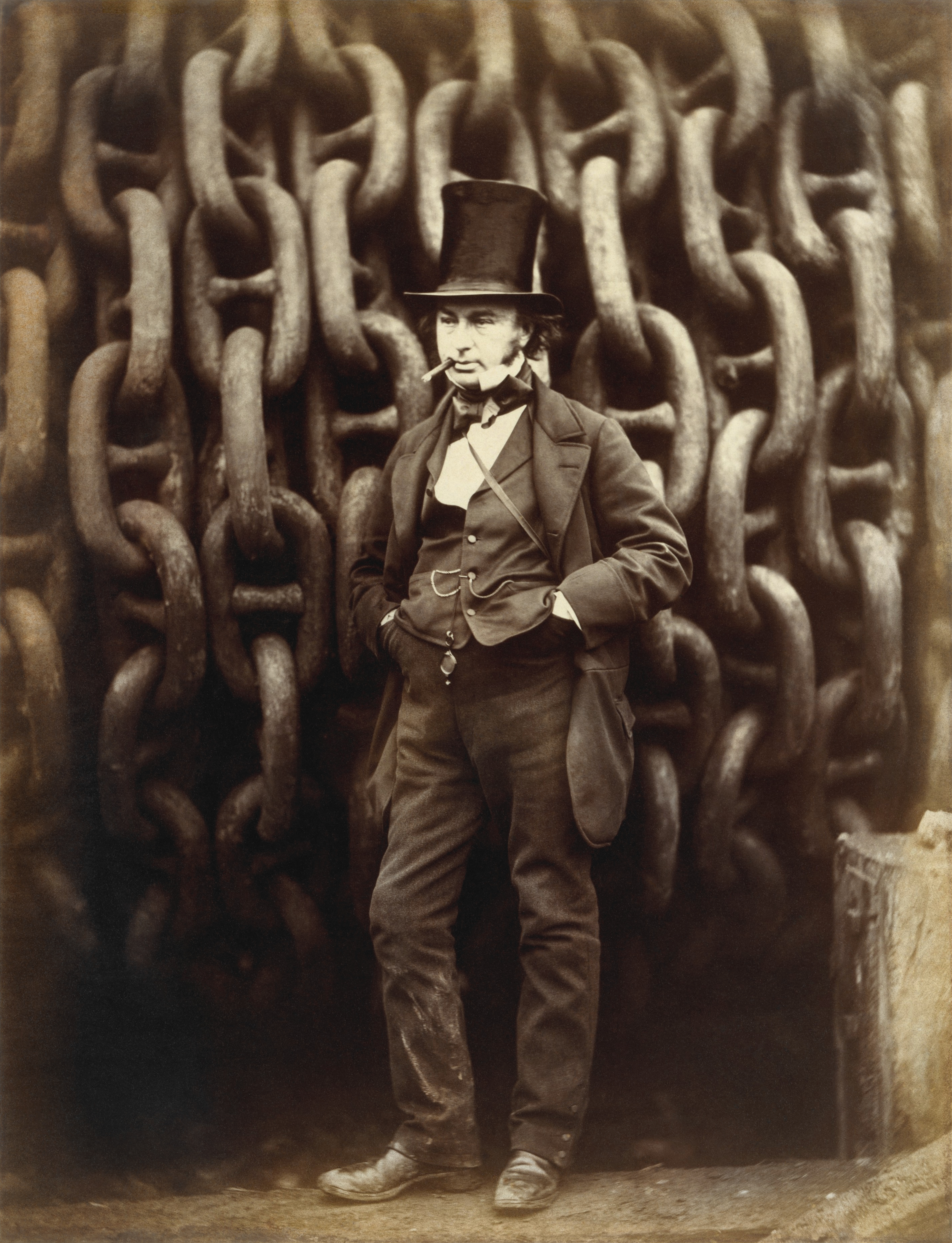
Robert Howlett: Isambard Kingdom Brunel stojící před spuštěním kotevních řetězů parníku Great Eastern, 1857

Robert Howlett se narodil jako druhý ze čtyř synů reverenda Roberta Howletta a Harriet Harsantové. Dva jeho bratři zemřeli v dětství a mladší bratr Thomas se stal farmářem. Narodil se v Thebertonu v Suffolku a když mu bylo 9 let, rodina se přestěhovala do Longhamu v Norfolku. Jeho dědeček z matčiny strany, Thomas Harsant, chirurg, konstruoval dalekohledy, mikroskopy, elektrické stroje, nářadí a nástroje. Robert si jako dítě sestavil vlastní mikroskop. Thomas Harsant zemřel v roce 1852 a nechal mu 1 000 liber plus jeho „soustruh a veškeré k němu patřící přístroje a nástroje“. Tak se mohl přestěhovat do Londýna.

## Kariéra
Howlett se v Londýně proslavil při práci pro Photographic Institution na adrese New Bond Street čp 168 v Londýně, která byla předním zařízením pro komerční propagaci fotografie prostřednictvím výstav, publikací a provizí. Ačkoli fotografický institut založili v roce 1853 Joseph Cundall a Philip Henry Delamotte, předpokládá se, že Howlett nahradil Delamotta, který se stal profesorem kresby na King's College v Londýně. V prosinci 1855 byl zvolen za člena Londýnské fotografické společnosti, později Královské fotografické společnosti, a členem zůstal až do své smrti.
V roce 1856 byl Howlett zmíněn ve fotografických tiskovinách. Zasílal tisky na každoroční výstavy fotografických společností v Londýně, Manchesteru a Norwichi. Jednalo se o studie krajiny,In the Valley of the River Mole, Mickleham, a Box Hill, Surrey, o nichž se předpokládá, že byly pořízeny v roce 1855.
Vystavoval na výstavě London Photographic Society a v roce 1856 vydal brožuru On the Various Methods of Printing Photographic Pictures upon Paper, with Suggestions for Their Preservation (O různých metodách fotografického tisku obrazů na papír s návrhy na jejich uchování). Navrhoval a prodával také „stany pro temné komory“ a spolupracoval s Josephem Cundallem ze společnosti „The Photographic Institution“ na adrese 168 New Bond Street v Londýně.
Howlett přijal první z řady provizí pro královnu Viktorii a prince Alberta v roce 1856 a pracoval pro fotografický institut. Patřilo mezi ně kopírování děl Raphaela pro prince Alberta a pořizování série portrétů hrdinských vojáků z krymské války. Poprvé byly vystaveny v roce 1857 jako „Krymští hrdinové“ na každoroční výstavě Photographic Society of London. V roce 2004 použili Cundall a Howlett portréty krymských válečných veteránů Royal Mail pro sadu šesti poštovních známek u příležitosti 150. výročí konfliktu.
Howlettovy studiové portréty na „Fotografickém institutu“ zahrnovaly významné výtvarné umělce jako William Powell Frith, Frederick Richard Pickersgill, John Callcott Horsley a Thomas Webster, kteří byli v roce 1857 mezi autory na skupinové výstavě Art Treasures v Manchesteru.
Howlett dostal v roce 1856 úkol pořídit fotografické studie Epsom Derby pro malíře Williama Powella Fritha, který je v roce 1858 použil pro svůj obraz The Derby Day, který byl vystaven na Královské akademii umění v roce 1859. Fotografie byly pořízeny ze střechy chaty.

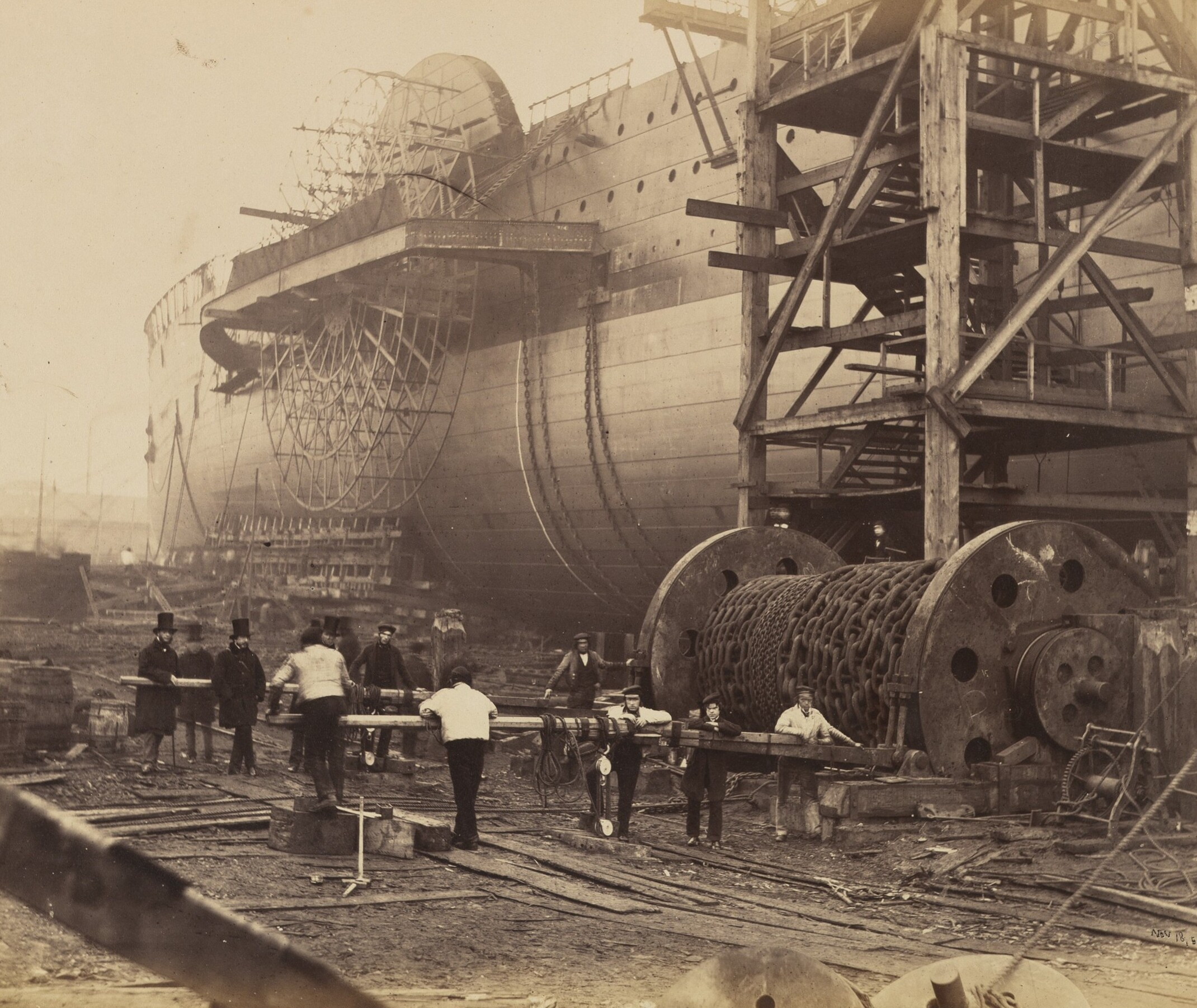
Parník Great Eastern ve výstavbě, 1857

## Great Eastern
Howlettovým hlavním dílem bylo pověření deníku The Illustrated Times Weekly Newspaper dokumentovat stavbu ve své době největšího parníku na světě SS Great Eastern. Jeho fotografiie byly převedeny do dřevorytů Henrym Vizetellyem pro Illustrated Times. Odrážely a stimulovaly rozšířený zájem veřejnosti o tento výjimečný technický počin.
Tento projekt zahrnoval známý portrét tvůrce a inženýra Great Eastern, Isambarda Kingdoma Brunela, stojícího před obřími kotevními řetězy na mechanismu „kontrolního bubnu“ v loděnici John Scott Russell v Millwall. Fotografie byla pořízena na oslavu zahájení spuštění na vodu největšího parníku na světě, v listopadu 1857.
Tento snímek, který zobrazuje Brunela v průmyslovém prostředí místo tradičnějšího pozadí portrétu, byl popsán jako „jeden z prvních příkladů environmentálního portrétu“.

## Smrt
„Byl tak plný nadšení a vzrušení, že... vypadal, že běhá sem a tam a všude a udělal za jeden den toho tolik, kolik by většina mužů dokázala za dva nebo tři.“ 
The Journal of the Photographic Society, 21. prosince 1858.
Howlett zemřel v roce 1858 ve věku 27 let ve svém domě a studiu na adrese Bedford Place 10, Campden Hill, krátce po návratu z cesty do Francie, kde měl zájem vyzkoušet nový „širokoúhlý objektiv“. Příčina smrti byl zřejmě tyfus, spíše než (jak někteří v té době navrhovali) nadměrné vystavení chemikáliím používaným při fotografickém kolodiovém procesu, který vynalezl Frederick Scott Archer asi v roce 1850. The Illustrated Times ho chválil jako „jednoho z nejšikovnějších fotografů dneška“. V úmrtním listu se jednoduše uvádí febris (horečka), 20 dní. Howlett původně řekl svému příteli Thomasi Fredericku Hardwichovi, že byl nachlazen.

### Hrob
Howlett je pohřben v kostele sv. Petra a Pavla ve Wendlingu v Norfolku, kde byl jeho otec farářem. Jeho náhrobek je na východ od kněžiště.
V roce 2017 se díky kampani vedené autorkou jeho životopisu Rose Teanby podařilo obnovit jeho hrob, následovanou službou zasvěcení dne 14. října 2017.

## Galerie
Galerie vystavující díla Roberta Howletta:
- Londýn, Národní portrétní galerie[11]
- Londýn, Victoria and Albert Museum[9]
- New York, Hans P. Kraus, Jr., Fine Photographs
- Muzeum moderního umění v San Francisku[7]
- Clevelandské muzeum umění[18]

## Moderní pocta
V roce 2008 fotoreportér David White znovu vytvořil jak Howlettovu kameru, tak komisi Brunel, která cestovala po jižní a západní Anglii.
V roce 2009 byl publikován článek The Light Shone and Was Spent: Robert Howlett and the Power of Photography od Davida Whitea.